# Euxoa septentrionalis
Euxoa septentrionalis là một loài bướm đêm trong họ Noctuidae.